# Hellerbrücke (Hanau)
Auf der Hellerbrücke wird die Philippsruher Allee in Hanau über die Kinzig geführt.

## Historische Brücke

### Vorgeschichte
Aus militärstrategischen Gründen gab es bis in die Frühe Neuzeit vor der Festung Hanau nur eine einzige Kinzigbrücke. Über sie führten wichtige Fernhandelswege, die Handelsstraßen Frankfurt am Main – Leipzig und Frankfurt am Main – Nürnberg. Diese Brücke, zunächst aus Holz, ab 1559 eine steinerne Bogenbrücke, lag vor der Hanauer Vorstadt und war seit 1615 durch einen Brückenturm, den Margarethenturm, stark gesichert.
Dem Bedarf für Fußgänger, die Kinzig im Westen von Hanau auch an anderer Stelle zu überqueren, wurde lange nicht entsprochen. Lediglich für das vorgelagerte Dorf Kesselstadt wurde – und das erst 1713 – eine leicht zu entfernende Pontonbrücke geschlagen. Erst landesherrlicher Bedarf ließ die militärischen Bedenken schließlich zurücktreten.

### Barocke Brücke

#### Geschichte
Mit der Anlage von Schloss Philippsruhe durch Graf Philipp Reinhard von Hanau wünschte dieser auch auf das Schloss zuführende Alleen. Die Philippsruher Allee stellte dabei die Achse zwischen der Stadt Hanau und der Schauseite des bei Kesselstadt gelegenen Schlosses dar. Die Allee musste dazu auch die Kinzig queren, wozu 1716 die Hellerbrücke errichtet wurde und die Pontonbrücke ersetzte.
Rechtliche Streitigkeiten mit Kurmainz, das auf der anderen Seite des Mains lag, der hier die Grenze zur Grafschaft Hanau-Münzenberg bildete, verzögerten aber die Fertigstellung der Allee. Mainz befürchtete, der Straßendamm der Philippsruher Allee werde zu Überschwemmungen auf Kurmainzer Gebiet führen. Erst 1767 gelang es unter dem Erbprinzen Wilhelm, den Streit beizulegen und auch die Straße fertigzustellen. Erst jetzt hatte die Brücke auch eine überörtliche Verkehrsbedeutung. Die Obrigkeit verlangte von Passanten, die Richtung Kesselstadt unterwegs waren, ein Chauseegeld in Höhe von einem Heller, was der Brücke ihren Namen gab. Dafür stand auf der Stadtseite ein kleines Häuschen für Chausseegeldeinnehmer.

#### Beschreibung
Die Hellerbrücke überspannte mit drei Bogen die Kinzig, die wenige Meter weiter in den Main mündet. Sie wurde durch die Brücke um einige Meter auf knapp 29 m eingeengt. Im Kern bestand die Brücke aus gemauerten Basaltbruchsteinen mit Erdverfüllung. Brückenbögen und Widerlager waren allerdings mit rotem Buntsandstein verkleidet und im Übrigen hell verputzt. Auch die Brüstung bestand ursprünglich aus hell verputztem Mauerwerk mit Sandsteinabdeckung. Farblich war die Brücke so auf das Schloss Philippsruhe abgestimmt. Die Brückenpfeiler waren durch massive, spitze Steinwerke vor Treibgut und Eisgang geschützt.

### Umbauten
Nachdem die Brücke 150 Jahre dem Verkehr gedient hatte, wurde erstmals 1958 massiv in ihre Substanz und das Erscheinungsbild eingegriffen. Der wachsende Autoverkehr machte eine Verbreiterung der Fahrbahn erforderlich. Dazu wurde der Fußgängerverkehr auf eine unmittelbar nördlich der historischen Brücke vorgelagerten und neu errichteten Betonbrücke verlegt. Die historische Brüstung wurde abgetragen und durch ein schmiedeeisernes Geländer, das identisch mit dem der Wilhelmsbrücke war, ersetzt. In den 1990er Jahren wurden dann vor die mainseitige Ansicht noch ein 60 – 90 cm dickes Kanalrohr gehängt, das mit einem vorgesetzten Stahlträger abgestützt wurde. Und dies alles, obwohl es sich um ein Kulturdenkmal aufgrund des Hessischen Denkmalschutzgesetzes handelte.
Weil angeblich baufällig, wurde die historische Brücke 1992 abgerissen. Die Denkmalschutzbehörden konnten lediglich erreichen, dass das Bauwerk vor und während des Abrisses vollständig dokumentiert wurde. Beim Abriss stellte sich heraus, dass die Brücke noch völlig standsicher gewesen war und mit einem weit geringeren finanziellen Aufwand als dem, der für den anschließenden Neubau erforderlich war, hätte saniert werden können.

## Heutige Brücke
Der Neubau der Brücke 1992 erfolgte als ebenfalls dreibogige Betonbrücke. Die neue Hellerbrücke ist 42 m lang und dient weiterhin der Philippsruher Allee (Landesstraße L 3328). Da sie sich im Stadtgebiet von Hanau befindet, besteht hier eine Höchstgeschwindigkeit von 50 km/h. Beiderseits der Fahrbahn gibt es Fuß- und Fahrradwege. In die Wandung der Brüstungen wurden Bronzeplaketten eingelassen, die vergrößert Münzen darstellen – darunter auch ein Heller.